# Il re del vento
Il re del vento (King of the Wind) è un film del 1990, diretto da Peter Duffell, con protagonisti Richard Harris e Glenda Jackson.

## Trama
Nel 1727 nasce Sham, un puledro arabo con i segni della spiga di grano e di una macchia bianca sul tallone: cattivo e buono. È un dono al re di Francia e, attraverso una serie di avventure con il suo fedele stalliere, Agba, diventa il Godolphin Arabian, il capostipite di una delle più grandi dinastie di purosangue da corsa di tutti i tempi.